# Zagorje (wołost Pożeriewickaja, w pobliżu wsi Dubrowka)
Zagorje (ros. Загорье) – wieś (ros. деревня, trb. dieriewnia) w zachodniej Rosji, w wołoscie Pożeriewickaja (osiedle wiejskie) rejonu diedowiczskiego w obwodzie pskowskim.

## Geografia
Miejscowość położona jest w dorzeczu rzeki Tiszynka, przy drodze regionalnej 58K-018 (Porchow – Łoknia), 3,5 km od dieriewni Dubrowka, 13 km od centrum administracyjnego osiedla wiejskiego (Pożeriewicy), 11,5 km od centrum administracyjnego rejonu (Diedowiczi), 89 km od stolicy obwodu (Psków).

## Demografia
W 2010 r. miejscowość zamieszkiwało 25 osób.